# Itō Shizuo
Itō Shizuo (japanisch 伊東 静雄; * 10. Dezember 1906 in Nagasaki; † 12. März 1953) war ein japanischer Lyriker.
Itō Shizuo studierte an der Universität Kyōto und lebte danach als Lehrer in Osaka. Beeindruckt von der Lyrik Friedrich Hölderlins und Rainer Maria Rilkes veröffentlichte er 1935 den Gedichtband Wagahito ni ataeru aika (わがひとに与ふる哀歌), mit dem er als Lyriker bekannt wurde. Hagiwara Sakutarō lobte den Autor als den „letzten Dichter Japans“. Neben Miyoshi Tatsuji, Nakahara Chūya und Tachihara Michizō war er Autor der Literaturzeitschrift Shiki (四季) – „Vier Jahreszeiten“. Bis zu seinem frühen Tod veröffentlichte er noch drei weitere Gedichtbände, posthum erschien eine Sammlung seiner Gedichte. Seine Geburtsstadt Nagasaki vergibt zu seinen Ehren den Itō-Shizuo-Preis.